# Єгиптяни в Італії
В Італії є значна громада єгиптян.

## Історія міграції
Вже в 2 столітті до нашої ери існують переконливі докази присутності єгиптян в Італії в різних професіях, включаючи банкірів, хірургів, акторів, музикантів, ворожок, солдатів, рабів тощо. На початку Нового часу, після Єгипетської кампанії Наполеона 1798-1801 рр., ступінь контакту між Єгиптом і Європою знову почав зростати. У 1813 році єгипетський лідер Мухаммед Алі відправив єгипетську місію до Італії для вивчення друкарського мистецтва .
Проте Сполучене Королівство та Франція, а не Італія, були кращими напрямками для єгипетських вчених і професіоналів-емігрантів; У другій половині 20-го століття Італія, і особливо Мілан, як правило, приваблювала єгипетських бізнесменів і некваліфікованих робітників . Навіть вигнання до Італії єгипетського короля Фарука після Єгипетської революції 1952 року не мало особливого впливу на міграцію єгиптян до Італії.

## Працевлаштування
Багато єгиптян працюють в харчовій промисловості, і в Мілані стали домінувати в традиційних італійських промислах, таких як піца та інша випічка. Інші єгипетські підприємства в Мілані включають кав'ярні, ресторани та халяльні м'ясники.

## Релігія
Єгиптяни в Італії, як правило, мусульмани. Єгипетські мігранти все більше віддають перевагу своїм дітям, щоб зберегти релігійну ендогамію, особливо у випадку їхніх дочок. У 2011 році було підраховано, що в Італії також було від 20 000 до 25 000 християн-коптів, значною мірою сконцентрованих у столичному районі Мілана.

## Єгипетсько-італійські відносини
Перевага Італії в її економічних відносинах з Єгиптом відбилася на розмірі її емігрантської спільноти. Деякі з перших освітніх місій, які Єгипет відправляв до Європи під проводом Мохаммеда Алі, прямували до Італії, щоб навчитися мистецтву друку.
Мохамед Алі також залучив низку італійських експертів для допомоги в різних завданнях побудови сучасної держави: у дослідженні старожитностей, розвідці корисних копалин, у завоюванні Судану, проектуванні міста Хартум і малюванні першої оглядової карти дельта Нілу 
Крім того, італійці займали чільне місце в королівському дворі за часів Ісмаїла, можливо, тому італійські архітектори були обрані для проектування більшості палаців хедива Ісмаїла, нових передмість столиці та громадських будівель.
Найвідомішою будівлею, пов’язаною з італійською громадою, був Королівський оперний театр, який мав бути урочисто відкритий у 1871 році оперою «Аїда» італійського композитора Джузеппе Верді. Хедивіальний оперний театр або «Каїрський королівський оперний театр» був оригінальним оперним театром у Каїрі. Він був урочисто відкритий у листопаді 1869 року та спалений у жовтні 1971 року. Оперний театр був побудований за наказом хедива Ісмаїла на честь відкриття Суецького каналу. Італійські єгипетські архітектори П'єтро Авоскані та Маріо Россі спроектували будівлю. П'єтро Авоскані, перед своєю смертю в Александрії в 1891 році, створив навіть знаменитий Олександрійський Корніш.
Прихильність єгипетських монархів до Італії виявилася в кількості італійців, зайнятих у їхніх дворах.
Італійсько-єгипетські відносини були настільки міцними та такими важливими, що коли король Італії Віктор Еммануїл III зрікся престолу в 1946 році після поразки Італії у Другій світовій війні, єгипетський король Фарук запросив Віктора Еммануїла III жити в Александрії. Віктор Еммануїл III помер в Олександрії в грудні 1947 року і був похований там же, за вівтарем Катерининського собору.

## Громадські організації
Італійська громада в Єгипті складалася в основному з купців, ремісників, професіоналів і зростаючої кількості робітників. Це було тому, що Італія протягом тривалого часу залишалася політично та економічно слабкою, що зробило її нездатною конкурувати з основними галузями промисловості та капіталістичними інвестиціями, які надходили до Єгипту з Франції.
У фашистський період було вісім державних і шість італійських парафіяльних шкіл. Державні школи перебували під наглядом офіційного комітету під головуванням італійського консула, і в них навчалося приблизно 1500 учнів. В інших школах студенти обчислювалися сотнями. Італійці в Олександрії також мали 22 філантропічні товариства, серед яких «Національне оперне товариство», «Товариство інвалідів війни», «Товариство колекціонерів військових знаків», «Італійський клуб», «Італійська федерація праці». Співпраця», «Товариство допомоги сиротам війни», «Італійський госпіталь імені Муссоліні» та «Асоціація італійської мови Данте Аліг’єрі». Крім того, в Александрії виходило багато італомовних газет, найвідомішими з яких були L'Oriente та Il Messaggero Egiziano.
Дійсно, сотні італійських слів, які були включені в єгипетський діалект, є, мабуть, найкращим свідченням того факту, що з усіх іноземних громад, які проживали в Єгипті, італійці були найтісніше пов’язані з єгипетським суспільством.
Сан-Марко припускає, що причина цього полягала в тому, що «наш народ відомий своїм духом толерантності, відсутністю релігійного чи націоналістичного шовінізму і, на відміну від інших народів, своєю огидою до того, щоб здаватися вищим».

## Відомі єгиптяни в Італії
- Магді Аллам (1952), журналіст і політик
- Адель Сміт (1960-2014), засновник Союзу італійських мусульман
- Алессіо Сакара (1981), боєць змішаних єдиноборств і боксер
- Омар Хасан (1987), художник
- Стефан Ель Шаараві (1992), футболіст